# Clípeo

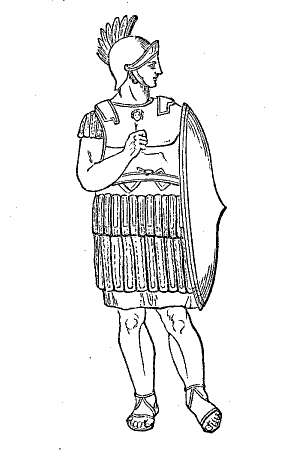
Clipeus. Escudo utilizado desde la Grecia antigua.

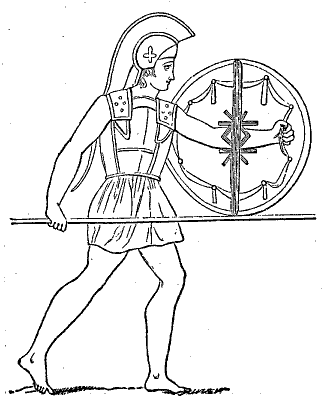
Forma de sostener el Clipeus.

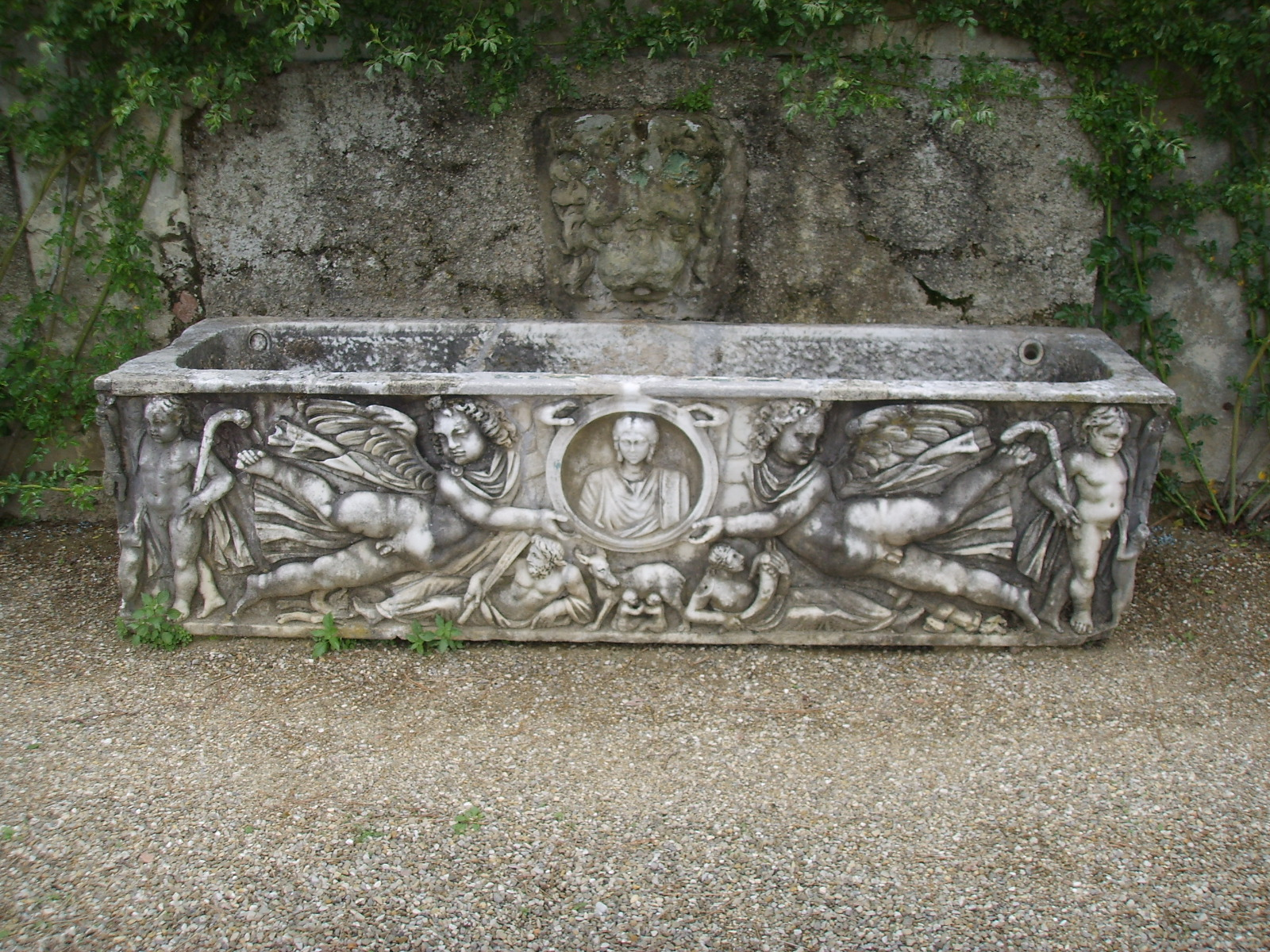
Sarcófago romano con el retrato de un difunto dentro de un clípeo, sostenido por personajes alados.

Un clípeo (en latín clipeus) es un escudo grande utilizado por los griegos y romanos, de forma originalmente circular, y del que se dice que fue usado por primera vez por Proteo y Acrisio de Argos, por lo que su forma se inspiraba en el Sol. Otras tradiciones dan como origen antiguas armas egipcias.
El escudo utilizado por los héroes homéricos era suficientemente grande como para cubrir un hombre entero. En ocasiones se fabricaba con ramas de sauce entrelazadas o de madera. La estructura era cubierta con varias capas de láminas metálicas y el borde exterior cubierto con una lámina metálica más gruesa. En el centro del círculo normalmente había una protuberancia que podía ser utilizada como arma, pero que también servía para desviar el curso de las armas enemigas. 
En los tiempos homéricos, los griegos usaban una correa de soporte, pero este aditamento fue eliminado más tarde por sus inconvenientes y sustituido por una banda diametral, de metal, madera o cuero, a la cual se fijaban barras metálicas cruzadas en formando la letra X. Una banda de cuero colocada en la periferia del escudo permitía un perfecto dominio de esta arma defensiva.
Al acercarse una batalla, los griegos tenían por costumbre suspender sus escudos en templos, donde eran guardados de manera que no estuvieran accesibles en caso de una rebelión popular.
Los romanos descontinuaron el uso de esta arma, reemplazándola por los scutum, que eran escudos rectangulares.
Desde la época de estos escudos se introdujo la práctica de decorarlos con emblemas, lo que dio origen a la heráldica.
Plinio el Viejo, que opinaba que lo inventaron los argivos, también describe la costumbre de tener un retrato del busto de un antepasado pintado en un clípeo colgado en un templo u otro lugar público. Se conocen como retratos clípeos estos bajorrelieves en medallones de sarcófagos u otras localizaciones.
También son clípeos los elementos decorativos inscritos dentro de un círculo (o medallones) que pueden llevar cualquier tipo de decoración como frescos o mosaicos, y que no solo se dieron en el arte romano sino que también se desarrollaron fundamentalmente en el Arte medieval y durante el Renacimiento.

## Fuente
- Clipeus, Diccionario de Antigüedades Griegas y Romanas, William Smith, John Murray (ed.), Londres, 1875

- Datos: Q1101789
- Multimedia: Clipeus / Q1101789